# Duaa Sharaf
Duaa Sharaf (Az-Zawaida, 1991 - Az-Zawaida, 26 de octubre de 2023) fue una periodista y presentadora de radio palestina que trabajaba para Al-Aqsa Voice Radio en la Franja de Gaza. Se convirtió en un símbolo de los peligros que enfrentan los periodistas en zonas de conflicto tras su muerte y la de su hija pequeña en un ataque aéreo israelí contra su casa en Az-Zawayda, en el centro de la Franja de Gaza.

## Biografía
Se licenció en Desarrollo y Ciencias Sociales en la Universidad Abierta de Al-Quds en 2006. Residía con su familia en Az-Zawaida, una ciudad situada en la región central de la Franja de Gaza. Sharaf trabajaba como periodista y locutora en Al-Aqsa Voice Radio, un medio de comunicación vinculado a Hamás, desde 2015, presentando el programa social «Noche Colorida», que ofrece asesoramiento y orientación educativa. Gracias a su trabajo, se convirtió en una voz reconocida en el panorama mediático palestino, contribuyendo a la cobertura de la emisora sobre asuntos políticos y sociales en Gaza.
En Radio Al-Aqsa, Duaa Sharaf se desempeñaba como presentadora y reportera, cubriendo acontecimientos locales y produciendo programas para concienciar a la población. Su periodismo se centraba en difundir noticias y visibilizar problemas sociales urgentes y los desafíos humanitarios que enfrentaba la población de Gaza.
El 26 de octubre de 2023, en medio de una de las fases más intensas de la guerra de Gaza, un ataque aéreo israelí tuvo como objetivo la casa donde vivía, causando la muerte tanto de Sharaf como de su hija pequeña. Su pérdida subrayó el devastador impacto del conflicto en la población civil, en particular en mujeres y niños, y reavivó la atención sobre los peligros que enfrentan los periodistas y sus familias en zonas de guerra activa. Hasta el momento de su muerte más de 24 periodistas y trabajadores de medios de comunicación habían muerto desde que comenzó la guerra el 7 de octubre de 2023.
En 2024, Israel ocupó el primer puesto como el país que más asesinó a periodistas, con un total de 85 profesionales de la información muertos. Esta cifra supuso más del 70 % de las muertes de periodistas en 2024.

## Reacciones
El asesinato de Sharaf generó críticas internacionales generalizadas. Organizaciones como el Comité para la Protección de los Periodistas (CPJ), la Federación Internacional de Periodistas (FIP), la Coalición para Mujeres en el Periodismo (CFWIJ) y el Instituto Internacional de Seguridad en las Noticias (INSI) informaron y denunciaron su muerte.